# 氷川神社 (上尾市瓦葺)
氷川神社（ひかわじんじゃ）は、埼玉県上尾市の神社。

## 歴史
1504年（永正元年）に創建された。この年に武蔵国一宮の氷川神社から分霊を勧請したという。江戸時代は上瓦葺村の鎮守となっていた。
1873年（明治6年）、近代社格制度に基づく「村社」に列せられ、1908年（明治41年）の神社合祀により周辺の3社が合祀された。
かつては参道脇に杉の古木があり、鎮守の森を形成していたが、1978年（昭和53年）までに全て枯死してしまった。1980年（昭和55年）に行われた社殿の改築については、これらの古木を再利用した。1990年（平成2年）、学問の神様を崇敬したいという氏子らの要望に応えるべく、京都府京都市上京区の北野天満宮から分霊を勧請した。

## 交通アクセス
- 原市駅より徒歩24分。